# Gentiana dinarica
Espèce
Classification phylogénétique
Gentiana dinarica, encore appelée gentiane des Alpes dinariques, est une espèce de plantes à fleurs de la famille des Gentianaceae. On la rencontre en Europe du sud-est et principalement dans la région des Carpates et près du Danube.